# Liste medizinhistorischer Forschungsinstitutionen und gelehrter Gesellschaften
Die Liste medizinhistorischer Forschungsinstitutionen und gelehrter Gesellschaften erfasst universitäre und außeruniversitäre Forschungseinrichtungen zur Medizingeschichte sowie gelehrte Gesellschaften, die der Medizingeschichte gewidmet sind oder diese berücksichtigen.

## Forschungsinstitutionen
Deutschland
Universitäre Institute
- Institut für Geschichte, Theorie und Ethik der Medizin (RWTH Aachen)[1]
- Institut für Geschichte der Medizin der Charité, Berlin
- Institut für Medizinische Ethik und Geschichte der Medizin (Bochum)[2]
- Medizinhistorisches Institut (Bonn)[3]
- Institut für Geschichte der Medizin (Dresden)[4]
- Institut für Geschichte, Theorie und Ethik der Medizin (Düsseldorf)[5]
- Institut für Geschichte und Ethik der Medizin (Erlangen–Nürnberg)[6]
- Senckenbergisches Institut für Geschichte der Medizin (Frankfurt am Main)[7]
- Institut für Ethik und Geschichte der Medizin (Freiburg im Breisgau)[8]
- Institut für Geschichte der Medizin (Gießen)[9]
- Institut für Ethik und Geschichte der Medizin (Göttingen)[10]
- Institut für Geschichte der Medizin (Greifswald)[11]
- Institut für Geschichte und Ethik der Medizin (Halle)[12]
- Institut für Geschichte und Ethik der Medizin am Universitätsklinikum Hamburg-Eppendorf
- Institut für Geschichte, Ethik und Philosophie der Medizin (Hannover)[13]
- Institut für Geschichte der Medizin (Heidelberg)[14]
- Institut für Geschichte der Medizin (Jena)[15]
- Ernst-Haeckel-Haus des Instituts für Geschichte der Medizin, Naturwissenschaft und Technik (Jena)[16]
- Institut für Geschichte und Ethik der Medizin (Köln)[17]
- Karl-Sudhoff-Institut für Geschichte der Medizin und der Naturwissenschaften (Leipzig)[18]
- Institut für Medizingeschichte und Wissenschaftsforschung (Lübeck)[19]
- Institut für Geschichte, Theorie und Ethik der Medizin (Mainz)[20]
- Fachgebiet Geschichte, Theorie und Ethik der Medizin (Mannheim)[21]
- Institut für Geschichte der Pharmazie und Medizin (Marburg)[22]
- Emil-von-Behring-Bibliothek, Arbeitsstelle für Geschichte der Medizin (Marburg)[23]
- Institut für Ethik, Geschichte und Theorie der Medizin (LMU München)[24]
- Institut für Geschichte und Ethik der Medizin (TU München)[25]
- Institut für Ethik, Geschichte und Theorie der Medizin (Münster)[26]
- Arbeitsbereich Medizingeschichte (Rostock)[27]
- Institut für Ethik und Geschichte der Medizin (Tübingen)[28]
- Institut für Geschichte, Theorie und Ethik der Medizin (Ulm)[29]
- Institut für Geschichte der Medizin (Würzburg)[30]

Akademieinstitute
- Corpus Medicorum Graecorum/Latinorum

Außeruniversitäre Institute
- Institut für Geschichte der Medizin der Robert Bosch Stiftung

Frankreich
- Département d’Histoire et de Philosophie des Sciences de la Vie et de la Santé (Université de Strasbourg)[31]

Großbritannien
- Wellcome Trust Centre for the History of Medicine am University College London

Kanada
- History of Medicine and Health Care Program an der University of Calgary, Alberta[32]

Österreich
- Institut für Geschichte der Medizin (Wien)[33]

Außeruniversitäre Institute
- Museum für Verhütung und Schwangerschaftsabbruch

Schweiz
- Institut für Medizingeschichte (Bern)[34]
- Institut des humanités en médecine (Lausanne)[35]
- Institut für Biomedizinische Ethik und Medizingeschichte (Zürich)[36]

Japan
- Department of Medical History, Juntendo University (Tokyo)[37]

## Gelehrte Gesellschaften
Internationale Gesellschaften
- International Society for the History of Medicine
- Association Européenne des Musées d’Histoire des Sciences Médicales
- Internationale Gesellschaft für Geschichte der Pharmazie[38]
- Julius-Hirschberg-Gesellschaft (speziell für Geschichte der Augenheilkunde)

Deutschland
- Berliner Gesellschaft für Geschichte der Medizin
- Deutsche Gesellschaft für Geschichte der Medizin, Naturwissenschaft und Technik (DGGMNT)[39]
- Deutsche Gesellschaft für Geschichte der Pharmazie (DGGP)[40]
- Fachverband Medizingeschichte
- Gesellschaft für Wissenschaftsgeschichte (GWG)[41]

Frankreich
- Société Française d’Histoire de la Médecine[42]

Japan
- Nihon Ishi Gakkai (Japanese Society for the History of Medicine)[43]

- Nihon Yakushi Gakkai (The Japan Society for the History of Pharmacy)[44]

Kanada
- Canadian Society for the History of Medicine / La Société canadienne d’histoire de la médecine[45]

Österreich
- Verein für Sozialgeschichte der Medizin[46]
- Arbeitsgruppe Geschichte der Medizin in der Kommission für Geschichte und Philosophie der Wissenschaften[47] der Österreichischen Akademie der Wissenschaften

Schweiz
- Schweizerische Gesellschaft für Geschichte der Medizin und der Naturwissenschaften (SGGMN)[48]

USA
- History of Science Society